# Хуан Кінтеро
Хуан Фернандо Кінтеро (ісп. Juan Fernando Quintero; нар. 18 січня 1993, Медельїн) — колумбійський футболіст, півзахисник клубу «Рівер Плейт» та національної збірної Колумбії.

## Клубна кар'єра
Народився 18 січня 1993 року в місті Медельїн. Вихованець футбольної школи клубу «Енвігадо». Дорослу футбольну кар'єру розпочав 2009 року в основній команді того ж клубу. 6 березня 2009 року в матчі проти «Індепендьєнте Медельїн» Хуан дебютував в чемпіонаті Колумбії. 12 вересня в поєдинку проти «Кукута Депортіво» він забив свій перший гол за «Енвігадо». Проте наприкінці року в одному з матчів чемпіонату Кинтеро отримав перелом великої та малої гомілкових кісток і змушений був пропустити частину сезону.
У грудні 2011 року Кінтеро перейшов в «Атлетіко Насьйональ» і 30 січня 2012 року в матчі проти «Депортіво Калі» дебютував за нову команду.. 19 лютого в поєдинку проти «Мільонаріос» Хуан забив свій перший гол за клуб і допоміг команді домогтися перемоги 2:3.
20 липня 2012 року на правах оренди на сезон перейшов до новачка італійської Серії А «Пескарои». 28 серпня в матчі проти «Інтера» він дебютував в новій команді. 23 вересня під зустрічі з «Болоньєю» Хуан забив свій перший гол, проте в підсумку команда зайняла останнє 20 місце і вилетіла з еліти.
13 липня 2013 року Хуан підписав чотирирічний контракт з португальським «Порту», сума операції склала € 5 млн, а в угоді гравця була прописана сума відступних у розмірі € 40 млн. А вже через місяць, 10 серпня, Кінтеро виграв свій перший трофей — Суперкубок Португалії, вийшовши на поле на 76 хвилині замість Стівена Дефура. За два сезони встиг відіграти за клуб з Порту лише 42 матчів в національному чемпіонаті, через що з літа 2015 року став здаватись в оренду, на правах якої виступав за французький «Ренн», колумбійське «Індепендьєнте Медельїн» та аргентинський «Рівер Плейт».

## Виступи за збірні
Тренер молодіжної збірної Колумбії, Карлос Растрепо включив Кінтеро в заявку команди на молодіжний Кубок Америки в Аргентині 2013 року. У першому ж матчі групового етапу проти однолітків з Парагваю Хуан дебютував за молодіжну національну команду. 14 січня у поєдинку проти молодіжної збірної Чилі Хуан забив свій перший гол за національну команду. 18 січня у зустрічі проти збірної Аргентини Кинтеро забив другий м'яч на турнірі, але його команда програла 3:2. В підсумку Колумбія стала переможцем турніру, а Кінтеро з п'ятьма голами — другим бомбардиром, поступившись лише уругвайцю Ніколасу Лопесу.
Перемога на континентальній першості дозволила колумбійській «молодіжці» виступити влітку того ж року на молодіжному чемпіонаті світу, де Кінтеро також відзначився високою результативністю, забивши три голи у чотирьох матчах, проте колумбійці несподівано вилетіли вже в 1/8 фіналу. Наразі на молодіжному рівні зіграв у 13 офіційних матчах, забив 8 голів.
17 жовтня 2012 року в товариському матчі проти збірної Камеруну Кінтеро дебютував в національній збірній Колумбії. Наразі провів у формі головної команди країни 15 матчів.
Влітку 2014 року Кінтеро потрапив у заявку збірної на чемпіонат світу у Бразилії. У матчі групового етапу проти збірної Кот-д'Івуару Хуан забив свій перший гол за національну команду.
Через чотири роки потрапив на наступний чемпіонат світу 2018 року у Росії, де 19 червня у матчі першого туру з Японією забив гол ударом зі штрафного. М'яч було зараховано завдяки системі визначення гола, втім його команда, що грала майже весь матч у меншості, поступилась 1:2.

## Статистика виступів

### Статистика клубних виступів
| Сезон                | Команда               | Чемпіонат            | Чемпіонат | Чемпіонат | Національний кубок | Національний кубок | Національний кубок | Континентальні кубки | Континентальні кубки | Континентальні кубки | Інші змагання | Інші змагання | Інші змагання | Усього | Усього |
| Сезон                | Команда               | Ліга                 | Ігор      | Голів     | Ліга               | Ігор               | Голів              | Ліга                 | Ігор                 | Голів                | Ліга          | Ігор          | Голів         | Ігор   | Голів  |
| -------------------- | --------------------- | -------------------- | --------- | --------- | ------------------ | ------------------ | ------------------ | -------------------- | -------------------- | -------------------- | ------------- | ------------- | ------------- | ------ | ------ |
| 2009                 | «Енвігадо»            | ПА                   | 11        | 1         | —                  | —                  | —                  | —                    | —                    | —                    | —             | —             | —             | 11     | 1      |
| 2010                 | «Енвігадо»            | ПА                   | 18        | 3         | КК                 | 2                  | 1                  | —                    | —                    | -                    | —             | —             | —             | 20     | 4      |
| 2011                 | «Енвігадо»            | ПА                   | 14        | 1         | КК                 | 2                  | 0                  | —                    | —                    | —                    | —             | —             | —             | 16     | 1      |
| Усього за «Енвігадо» | Усього за «Енвігадо»  | Усього за «Енвігадо» | 43        | 5         |                    | 4                  | 1                  |                      | —                    | —                    |               | —             | —             | 47     | 6      |
| 2012                 | «Атлетіко Насьйональ» | ПА                   | 15        | 2         | КК                 | 6                  | 2                  | КЛ                   | 7                    | 0                    | —             | —             | —             | 28     | 4      |
| 2012-13              | «Пескара»             | A                    | 17        | 1         | КІ                 | 0                  | 0                  | —                    | —                    | —                    | —             | —             | —             | 17     | 1      |
| 2013-14              | «Порту»               | ПЛ                   | 22        | 4         | TdP+КПЛ            | 1+1                | 0+0                | ЛЧ                   | 3                    | 0                    | СП            | 1             | 0             | 28     | 4      |
| 2014–15              | «Порту»               | ПЛ                   | 20        | 2         | КП+КЛ              | 4+1                | 1+0                | ЛЧ                   | 5                    | 0                    | -             | -             | -             | 31     | 3      |
| 2015-16              | «Ренн»                | Л1                   | 12        | 1         | КФ+КЛ              | 1+1                | 0+0                | -                    | -                    | -                    | -             | -             | -             | 14     | 1      |
| Усього за «Порту»    | Усього за «Порту»     | Усього за «Порту»    | 42        | 6         |                    | 5                  | 1                  |                      | 8                    | 0                    |               | 1             | 0             | 55     | 7      |
| Усього за кар'єру    | Усього за кар'єру     | Усього за кар'єру    | 126       | 15        |                    | 17                 | 4                  |                      | 15                   | 0                    |               | 1             | 0             | 158    | 19     |

### Статистика виступів за збірну
| Дата       | Місто        | Господарі | Результат | Гості       | Турнір                | Голи | Примітки |
| ---------- | ------------ | --------- | --------- | ----------- | --------------------- | ---- | -------- |
| 16-10-2012 | Барранкілья  | Колумбія  | 3 – 0     | Камерун     | товариський матч      | -    | 46'      |
| 14-8-2013  | Барселона    | Колумбія  | 1 – 0     | Сербія      | товариський матч      | -    | 72'      |
| 15-10-2013 | Асунсьйон    | Парагвай  | 1 – 2     | Колумбія    | Відбір до ЧС 2014     | -    | 65'      |
| 31-5-2014  | Буенос-Айрес | Колумбія  | 2 – 2     | Сенегал     | товариський матч      | -    |          |
| 19-6-2014  | Бразиліа     | Колумбія  | 2 – 1     | Кот-д'Івуар | ЧС 2014 - 1-й етап    | 1    | 53'      |
| 24-6-2014  | Куяба        | Японія    | 1 – 4     | Колумбія    | ЧС 2014 - 1-й етап    | -    | 46'      |
| 4-7-2014   | Форталеза    | Бразилія  | 2 – 1     | Колумбія    | ЧС 2014 - чвертьфінал | -    | 80'      |
| 10-10-2014 | Нью-Джерсі   | Колумбія  | 3 – 0     | Сальвадор   | товариський матч      | -    | 61'      |
| 14-10-2014 | Нью-Джерсі   | Канада    | 0 – 1     | Колумбія    | товариський матч      | -    | 71'      |
| 14-11-2014 | Лондон       | Колумбія  | 2 – 1     | США         | товариський матч      | -    | 89'      |
| 4-7-2014   | Любляна      | Сальвадор | 0 – 1     | Колумбія    | товариський матч      | -    | 65'      |
| 13-2-2015  | Манама       | Бахрейн   | 0 – 6     | Колумбія    | товариський матч      | -    | 63'      |
| 17-2-2015  | Абу-Дабі     | Кувейт    | 1 – 3     | Колумбія    | товариський матч      | -    |          |
| Усього     |              | Матчів    | 13        |             | Голів                 | 1    |          |

## Титули і досягнення

### Командні
- Володар Суперкубка Португалії (1):

«Порту»: 2013
- Володар Кубка Лібертадорес (1)

«Рівер Плейт»: 2018
- Володар Суперкубка Аргентини (1)

«Рівер Плейт»: 2017
- Переможець Рекопи Південної Америки (1):

«Рівер Плейт»: 2019
- Володар Кубка Аргентини (1):

«Рівер Плейт»: 2019
- Володар Південноамериканського кубка (1):

«Расінг»: 2024

### Збірні
- Молодіжний чемпіон Південної Америки (1):

Колумбія U-20: 2013

### Особисті
- У символічній збірній молодіжного чемпіонату Південної Америки: 2013
- Найкращий гравець молодіжного чемпіонату Південної Америки: 2013